# Élection présidentielle chilienne de 1952
L'élection présidentielle chilienne de 1952 se déroule le 4 septembre 1952. Elle est remportée par Carlos Ibáñez del Campo qui obtient 46,79 % des voix. Il s'agit de la première élection présidentielle au Chili au cours de laquelle les femmes disposent du droit de vote. 

## Système électoral
L'élection est organisée au système de la majorité absolue selon lequel un candidat doit rassembler plus de 50 % du vote populaire pour être élu. Si aucun candidat ne reçoit plus de 50 % des voix, les deux chambres du Congrès national se réunissent pour voter, avec pour choix les deux candidats ayant obtenu le plus de voix à l'issue du vote populaire.

## Candidats

### Pedro Enrique Alfonso
Pedro Enrique Alfonso Barrios (es) est le candidat du Parti radical, soutenu par plusieurs autres partis. Sa victoire à cette élection aurait pour conséquence la formation du quatrième gouvernement radical de suite depuis l'élection de Pedro Aguirre Cerda.  

### Salvador Allende
Salvador Allende, sénateur, se présente pour la première fois à une élection présidentielle. Il représente le Parti socialiste du Chili. Il reçoit le soutien du Parti communiste, alors interdit. 

### Carlos Ibáñez del Campo
Carlos Ibáñez del Campo, ancien président, est un sénateur indépendant de Santiago et tente de remporter l'élection, une fois de plus, grâce au vote populaire. Il a le soutien de partis mineurs, comme le Parti socialiste populaire (es) et le Parti des travailleurs agraires (es), entre autres.

### Arturo Matte
Arturo Matte Larraín (es) est un sénateur du Parti libéral soutenu par les principaux partis libéraux et conservateurs. Il était ministre des Finances dans le gouvernement de Juan Antonio Ríos.

## Campagne électorale
Initialement, la campagne tendait à être considérée comme une confrontation entre Alfonso et Matte, représentants des deux franges les plus représentatives de la politique chilienne, le radicalisme et la droite. 
Carlos Ibáñez a fait campagne contre la politique traditionnelle et a réussi à attirer les gens avec ce discours. Il s'est présenté comme un homme qui balayerait toute la corruption des partis politiques traditionnels.

## Résultats

### Vote populaire
| Candidat                          | Candidat                           | Parti / coalition                 | Score     | Score |
| Candidat                          | Candidat                           | Parti / coalition                 | Voix      | %     |
| --------------------------------- | ---------------------------------- | --------------------------------- | --------- | ----- |
|                                   | Carlos Ibáñez del Campo            | Indépendant                       | 446 439   | 46,79 |
|                                   | Arturo Matte Larraín (es)          | Parti libéral                     | 265 357   | 27,81 |
|                                   | Pedro Enrique Alfonso Barrios (es) | Parti radical                     | 190 360   | 19,95 |
|                                   | Salvador Allende                   | Parti socialiste du Chili         | 51 975    | 5,45  |
|                                   |                                    |                                   |           |       |
| Votes valides                     | Votes valides                      | Votes valides                     | 954 131   | 99,69 |
| Votes blancs et nuls              | Votes blancs et nuls               | Votes blancs et nuls              | 2 971     | 0,31  |
| Total                             | Total                              | Total                             | 957 102   | 100   |
| Nombre d'inscrits / participation | Nombre d'inscrits / participation  | Nombre d'inscrits / participation | 1 105 029 | 86,61 |

### Vote du congrès
Comme aucun des candidats n'a obtenu la majorité absolue, il appartient, selon la Constitution de 1925, au Congrès de choisir entre les deux candidats qui ont obtenu la majorité relative la plus élevée. À l'issue de ce vote, Carlos Ibáñez del Campo est élu.
| Candidat                          | Candidat                          | Parti / coalition                 | Score | Score |
| Candidat                          | Candidat                          | Parti / coalition                 | Voix  | %     |
| --------------------------------- | --------------------------------- | --------------------------------- | ----- | ----- |
|                                   | Carlos Ibáñez del Campo           | Indépendant                       | 132   | 91,67 |
|                                   | Arturo Matte Larraín (es)         | Parti libéral                     | 12    | 8,33  |
|                                   |                                   |                                   |       |       |
| Votes valides                     | Votes valides                     | Votes valides                     | 144   | 82,76 |
| Votes blancs et nuls              | Votes blancs et nuls              | Votes blancs et nuls              | 30    | 17,24 |
| Total                             | Total                             | Total                             | 174   | 100   |
| Nombre d'inscrits / participation | Nombre d'inscrits / participation | Nombre d'inscrits / participation | 192   | 90,62 |